# Metrarabdotos gulo
Metrarabdotos gulo is een mosdiertjessoort uit de familie van de Metrarabdotosidae. De wetenschappelijke naam van de soort werd voor het eerst geldig gepubliceerd in 1955 door Marcus als Trigonopora gulo.